# Diocesi di Katowice (luterana)
La diocesi di Katowice (in polacco: Diecezja katowiska) è una sede della Chiesa evangelica augustana in Polonia. È retta dal vescovo Marian Niemiec.

## Territorio
La Diocesi di Katowice si trova nella zona nordorientale della Polonia. Il suo territorio si estende sulla zona polacca della Slesia, sul distretto di Opole, sulla piccola Polonia e sulla Subcarpazia.

## Cronotassi dei vescovi
- Robert Fiszkal (1946 - 1950)
- Alfred Hauptman (1950 - 1981)
- Rudolf Pastucha (1981 - 2002)
- Tadeusz Szurman (6 gennaio 2002 - 30 gennaio 2014, deceduto)
- Marian Niemiec, dal 14 settembre 2014

## Parrocchie
| Parrocchia           | Istituzione | Chiese                                                 | Immagine                                 |
| -------------------- | ----------- | ------------------------------------------------------ | ---------------------------------------- |
| Brzeg                | 1564        | Chiesa luterana a Brzeg                                | Marthin Luther Church in Bielsko-Biała   |
| Bytom                | 1570        | Chiesa del Salvatore a Bytom;                          |                                          |
| Bytom                | 1577        | Chiesa luterana a Bytom (nel quartiere di Miechowice); | John the Baptist Church in Bielsko-Biała |
| Chorzów              | 1874        | Chiesa luterana a Chorzów;                             |                                          |
| Czerwionka-Leszczyny | 1902        | Chiesa luterana a Czerwionka-Leszczyny;                |                                          |
| Częstochowa          | 1905        | Chiesa luterana a Częstochowa;                         |                                          |
| Gliwice              | 1531        | Chiesa luterana a Gliwice;                             |                                          |
| Golasowice           | 1765        | Chiesa luterana a Golasowice;                          |                                          |
| Gołkowice            | 1619        | Chiesa luterana a Gołkowice;                           |                                          |
| Jastrzębie-Zdrój     | 1908        | Chiesa luterana a Jastrzębie-Zdrój;                    |                                          |
| Katowice             | 1858        | Chiesa luterana a Katowice;                            |                                          |
| Katowice             | 1905        | Chiesa luterana a Katowice;                            |                                          |
| Kluczbork            | 1532        | Chiesa luterana a Kluczbork;                           |                                          |
| Kraków               | 1816        | Chiesa luterana a Cracovia                             |                                          |
| Laryszów             | 1928        | Chiesa luterana a Laryszów                             |                                          |
| Lasowice Wielkie     | 1867        | Chiesa luterana a Lasowice Wielkie                     |                                          |
| Lędziny              | 1770        | Chiesa luterana a Lędziny                              |                                          |
| Lubienia             | 1690        | Chiesa luterana a Lubienia                             |                                          |
| Mikołów              | 1580        | Chiesa luterana a Mikołów;                             |                                          |
| Mysłowice            | 1742        | Chiesa luterana a Mysłowice;                           |                                          |
| Nowy Sącz            | 1781        | Chiesa luterana a Nowy Sącz;                           |                                          |
| Opole                | 1749        | Chiesa luterana a Opole;                               |                                          |
| Orzesze              | 1872        | Chiesa luterana a Orzesze;                             |                                          |
| Pokój                | 1756        | Chiesa luterana a Pokój;                               |                                          |
| Pszczyna             | 1765        | Chiesa luterana a Pszczyna;                            |                                          |
| Pyskowice            | 1819        | Chiesa luterana a Pyskowice;                           |                                          |
| Racibórz             | 1767        | Chiesa luterana a Racibórz;                            |                                          |
| Rybnik               | 1626        | Chiesa luterana a Rybnik;                              |                                          |
| Siemianowice Śląskie | 1836        | Chiesa luterana a Siemianowice Śląskie;                |                                          |
| Sosnowiec            | 1843        | Chiesa luterana a Sosnowiec;                           |                                          |
| Studzionka           | 1707        | Chiesa luterana a Studzionka;                          |                                          |
| Ściborzyce Wielkie   | 1873        | Chiesa luterana a Ściborzyce Wielkie;                  |                                          |
| Świętochłowice       | 1910        | Chiesa luterana a Świętochłowice;                      |                                          |
| Tarnowskie Góry      | 1765        | Chiesa luterana a Tarnowskie Góry;                     |                                          |
| Tychy                | 1568        | Chiesa luterana a Tychy;                               |                                          |
| Warszowice           | 1911        | Chiesa luterana a Warszowice;                          |                                          |
| Ruda Śląska          | 1898        | Chiesa luterana a Ruda Śląska;                         |                                          |
| Wodzisław Śląski     | 1776        | Chiesa luterana a Wodzisław Śląski;                    |                                          |
| Wołczyn              | 1527        | Chiesa luterana a Wołczyn                              |                                          |
| Zabrze               | 1590        | Chiesa luterana a Zabrze;                              |                                          |
| Żory                 | 1569        | Chiesa luterana a Żory                                 |                                          |